# Schwäbische-Alb-Südrand-Weg
Der Schwäbische-Alb-Südrand-Weg (Hauptwanderweg 2, HW 2) ist ein Fernwanderweg des Schwäbischen Albvereins entlang der Südseite der Schwäbischen Alb. Er führt in 13 Tagesetappen über insgesamt 290 Kilometer von Donauwörth nach Tuttlingen. Als Wegzeichen ist der Weg mit einem roten Dreieck gekennzeichnet, dessen Spitze Richtung Tuttlingen weist. Parallel dazu verläuft der Schwäbische-Alb-Nordrand-Weg.

## Geschichte

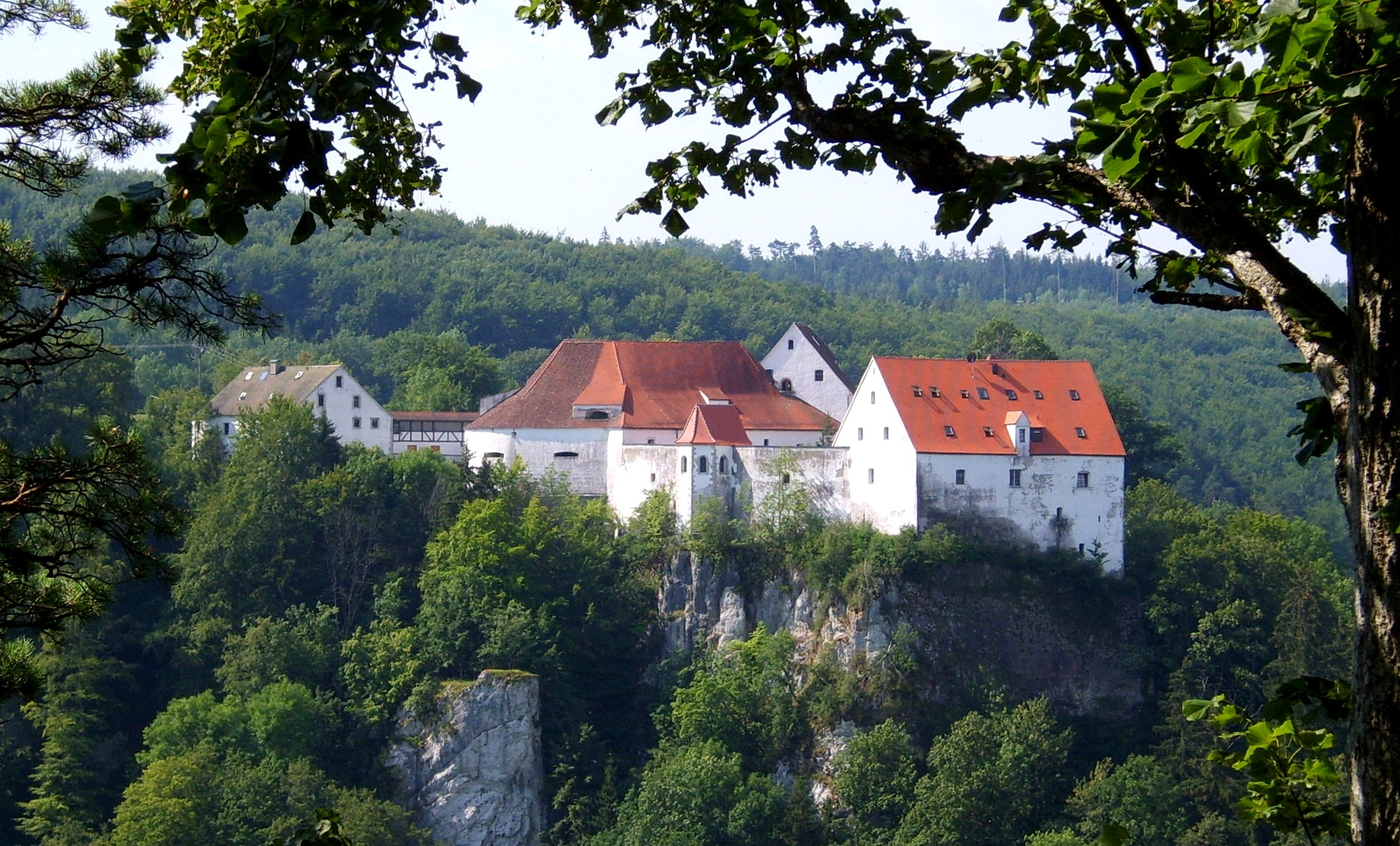
Burg Wildenstein

Der 1888 gegründete Schwäbische Albverein hat sich sehr früh mit der Herstellung, Unterhaltung und Markierung von Wanderwegen befasst. Im Jahr 2010 wurde der Schwäbische-Alb-Südrand-Weg 100 Jahre alt. Nachdem zunächst jede Region ihre eigenen Markierungen setzte, entschloss sich der Verein zu einer einheitlichen Markierung im Gebiet der Schwäbischen Alb. Zwei Hauptwanderwege bildeten das Gerüst: Der Nordrand-Weg und der Südrand-Weg. Die durchgehende Markierung erfolgte in den Jahren 1907 bis 1909 mit einem roten Dreieck. Die Albvereinswege werden seit ihrer Markierung von Streckenpflegern des Albvereins betreut und instand gehalten. An ausgesetzten Aussichtspunkten wurden zwischen 1896 und 1910 Geländer angebracht.
Bereits 1903 erschien ein Wanderbuch von Julius Wais, in dem die schönsten markierten Routen, besonders das Obere Donautal, beschrieben wurden. Wanderkarten kamen heraus, auf denen die Wege eingezeichnet waren. In den vergangenen 25 Jahren entstanden Rundwanderwege, in Zusammenarbeit mit den Gemeinden und dem Naturpark wurden Orientierungstafeln aufgestellt, Lehrpfade angelegt sowie Lehrtafeln zu historischen Plätzen und Gebäuden angebracht. Der neu installierte Qualitätswanderweg Donau-Zollernalb verläuft zum größten Teil auf der Südrandlinie.
Ab Schelklingen führt der Weg auch durch das Biosphärengebiet Schwäbische Alb, das 2008 von der UNESCO anerkannt wurde.

## Etappen

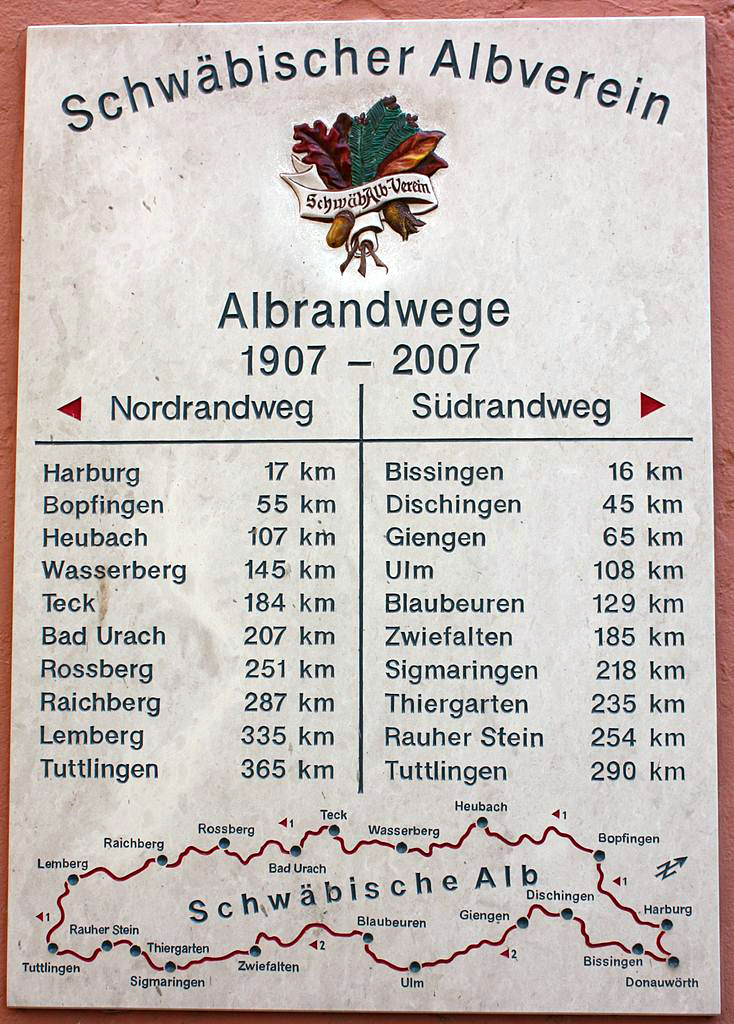
Startpunkt in Donauwörth

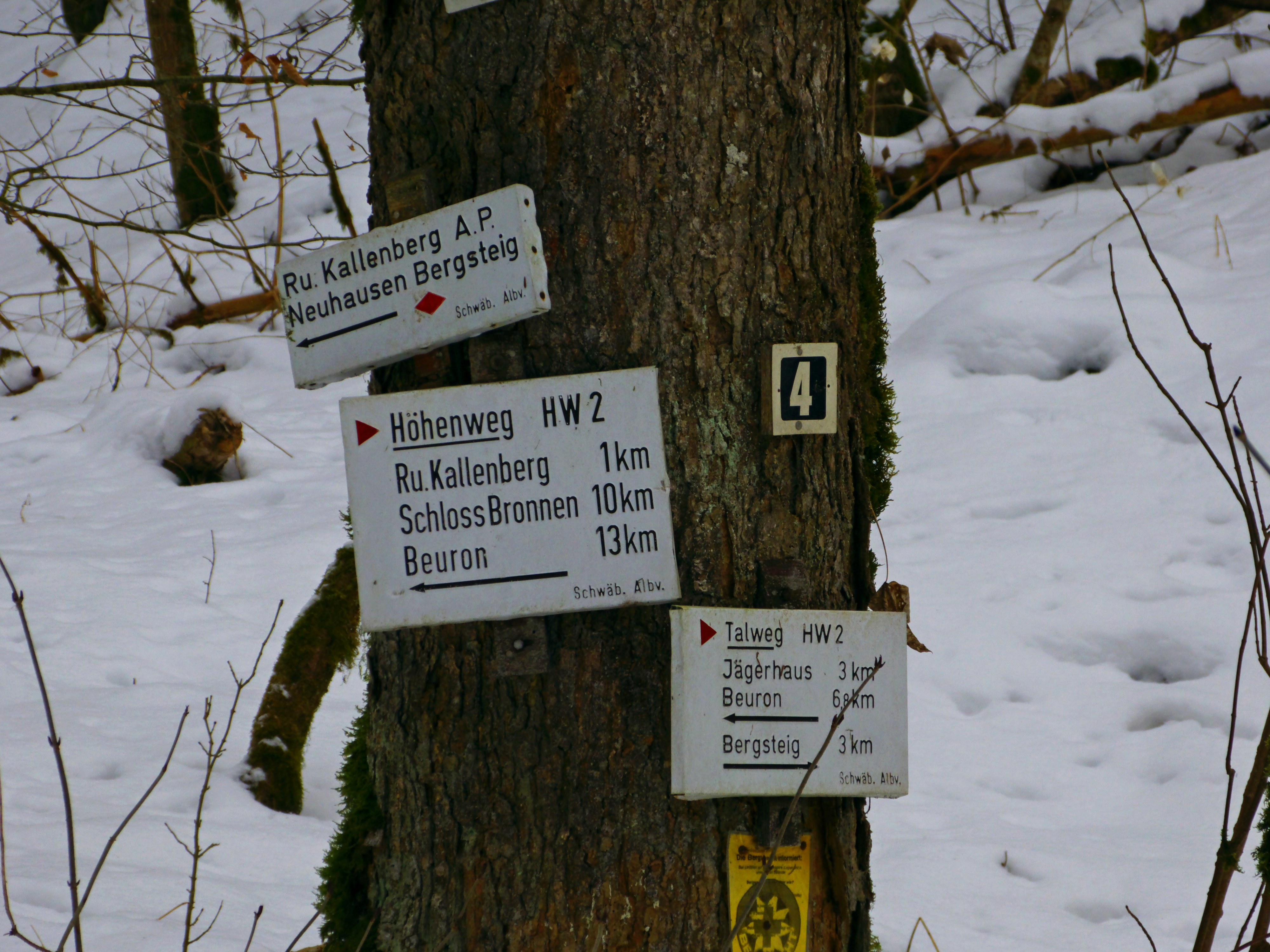
In einen Talweg und einen Höhenweg teilt sich der HW 2 im Oberen Donautal auf

1. Donauwörth – Riedlingen – Reichertsweiler – Oppertshofen – Oberliezheim – Unterliezheim – Unterfinningen (29 km)
2. Unterfinningen – Oberfinningen – Demmingen – Dischingen (16 km)
3. Dischingen – Zöschingen – Syrgenstein – Staufen – Giengen an der Brenz (23 km)
4. Giengen an der Brenz – Hürben – Charlottenhöhle – Stetten – Nerenstetten (24 km)
5. Nerenstetten – Albeck – Oberelchingen – Thalfingen – Ulm (24 km)
6. Ulm – Oberer Kuhberg – Salenhau – Beiningen – Blaubeuren (22 km)
7. Blaubeuren – Günzelburg – Schelklingen – Urspring – Schmiechtal – Hütten (20 km)
8. Hütten – Sondernach – Granheim – Erbstetten – Wartstein – Anhausen (22 km)
9. Anhausen – Ruine Maisenburg – Hayingen – Wimsener Höhle – Zwiefalten-Upflamör – Friedingen (24 km)
10. Friedingen – Warmtal – Billafingen – Bingen – Sigmaringen (21 km)
11. Sigmaringen – Inzigkofen – Schmeietal – Thiergarten – Schaufelsen – Steighöfe (22 km)
12. Steighöfe – Hausen – Schloss Werenwag – Donautal – Burg Wildenstein – Beuron (21 km)
13. Beuron – Jägerhaus – Bergsteig – Tuttlingen (24 km)

## Kreuzungspunkte
- In Ulm kreuzt der Main-Donau-Bodensee-Weg als HW 4 und führt zum Bodensee bzw. in nördliche Richtung.
- In Hütten bei Schelklingen kreuzt er den Schwäbische-Alb-Oberschwaben-Weg, den HW 7, der ebenfalls zum Bodensee führt.
- Der Martinusweg wird immer wieder auf dem HW 2 geführt.
- Auch der Oberschwäbische Jakobsweg und der Oberschwäbische Pilgerweg führen auf der Schwäbischen Alb teilweise parallel zum HW 2.
- Bei Ehingen kreuzt der Besinnungsweg Ehinger Alb den Schwäbische-Alb-Südrand-Weg.
- In Sigmaringen kreuzt der Hohenzollerische Jakobusweg, der zur Via Beuronensis gehört, einem Fernwanderweg nach Spanien.
- In Beuron kreuzt der Donauberglandweg den HW 2.

## Stationen des Südrand-Weges

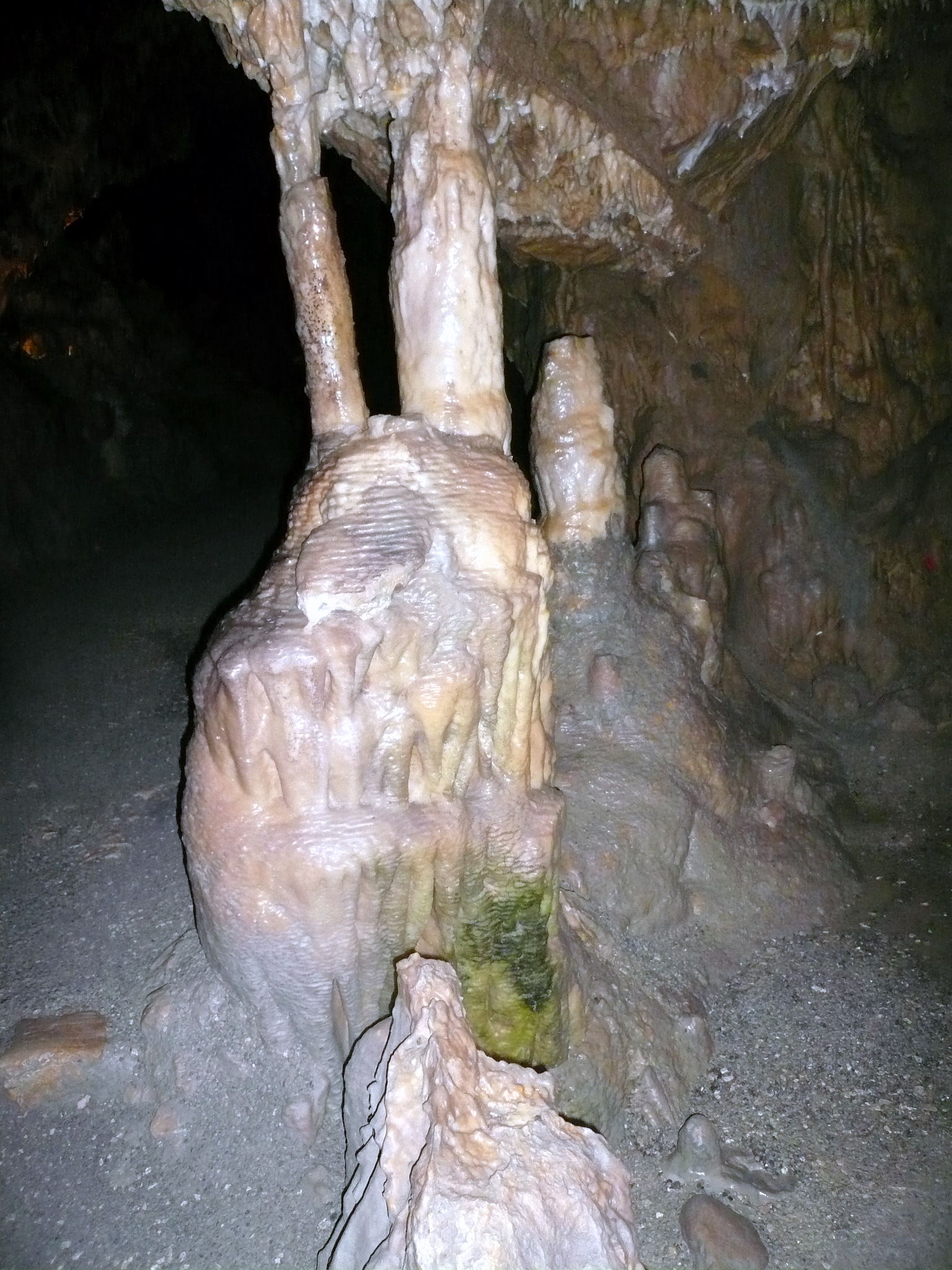
Tropfsteine der Charlottenhöhle
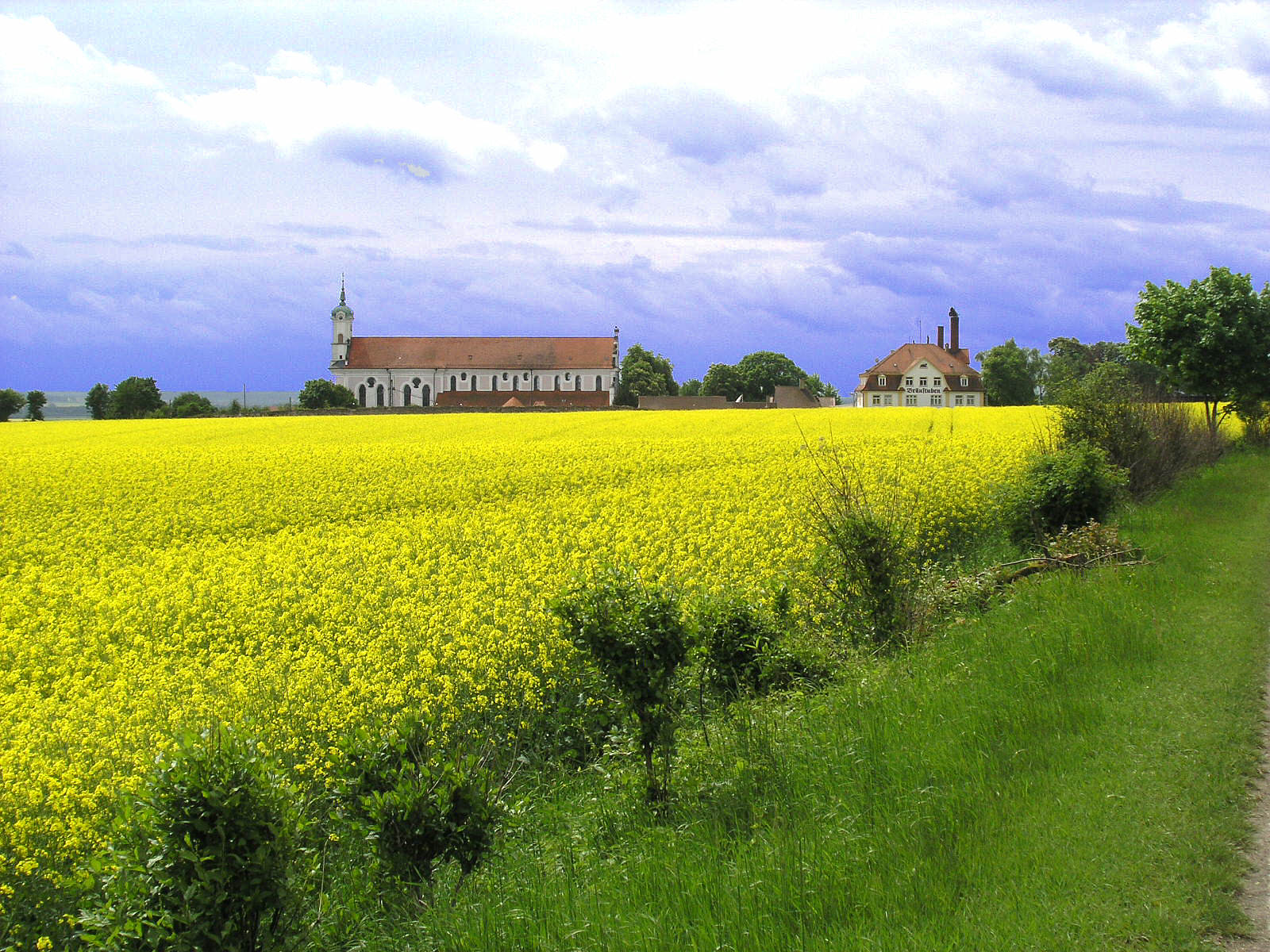
Klosterkirche St. Peter und Paul in Oberelchingen
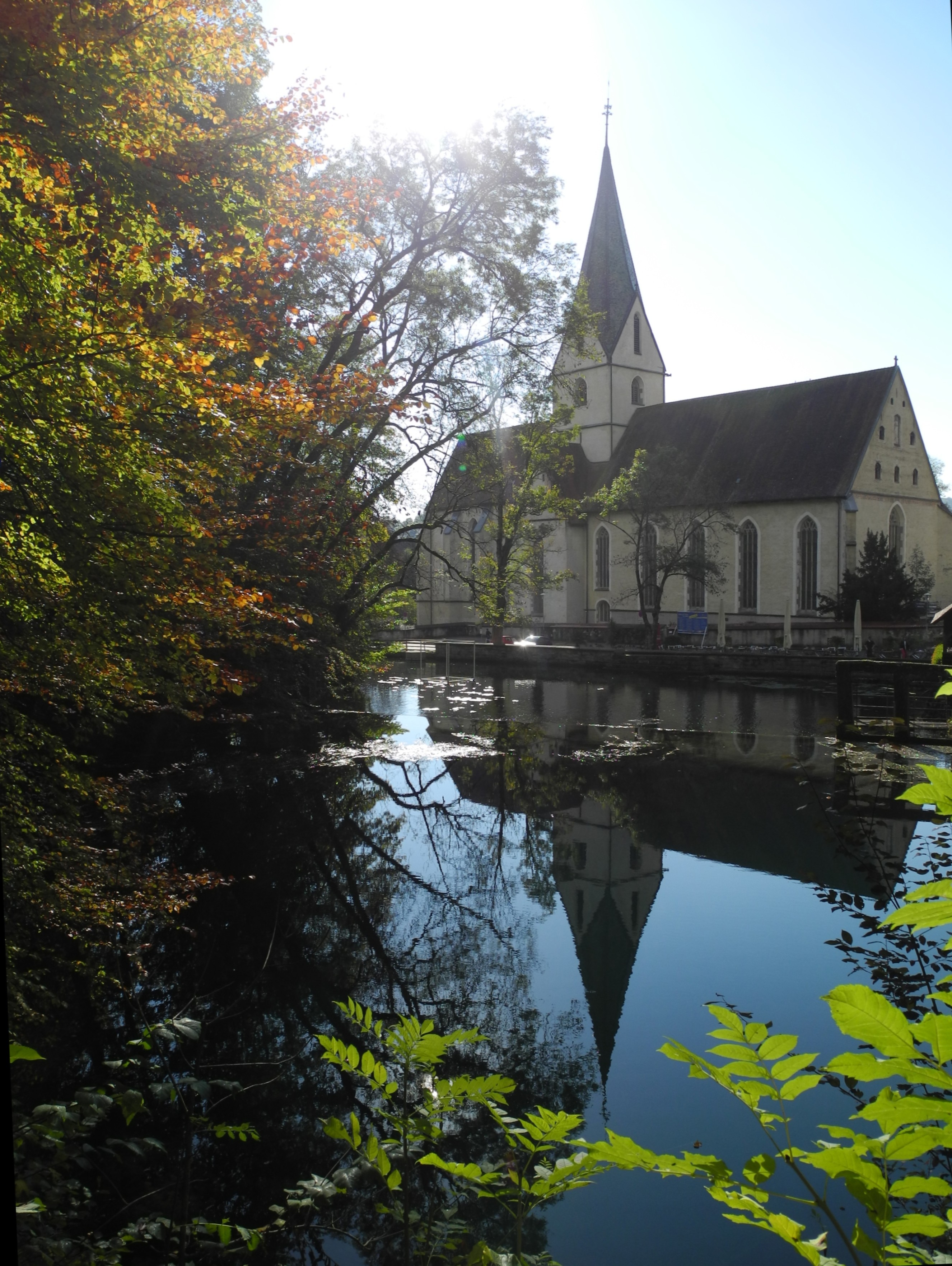
Blaubeuren mit Blautopf und Klosterkirche
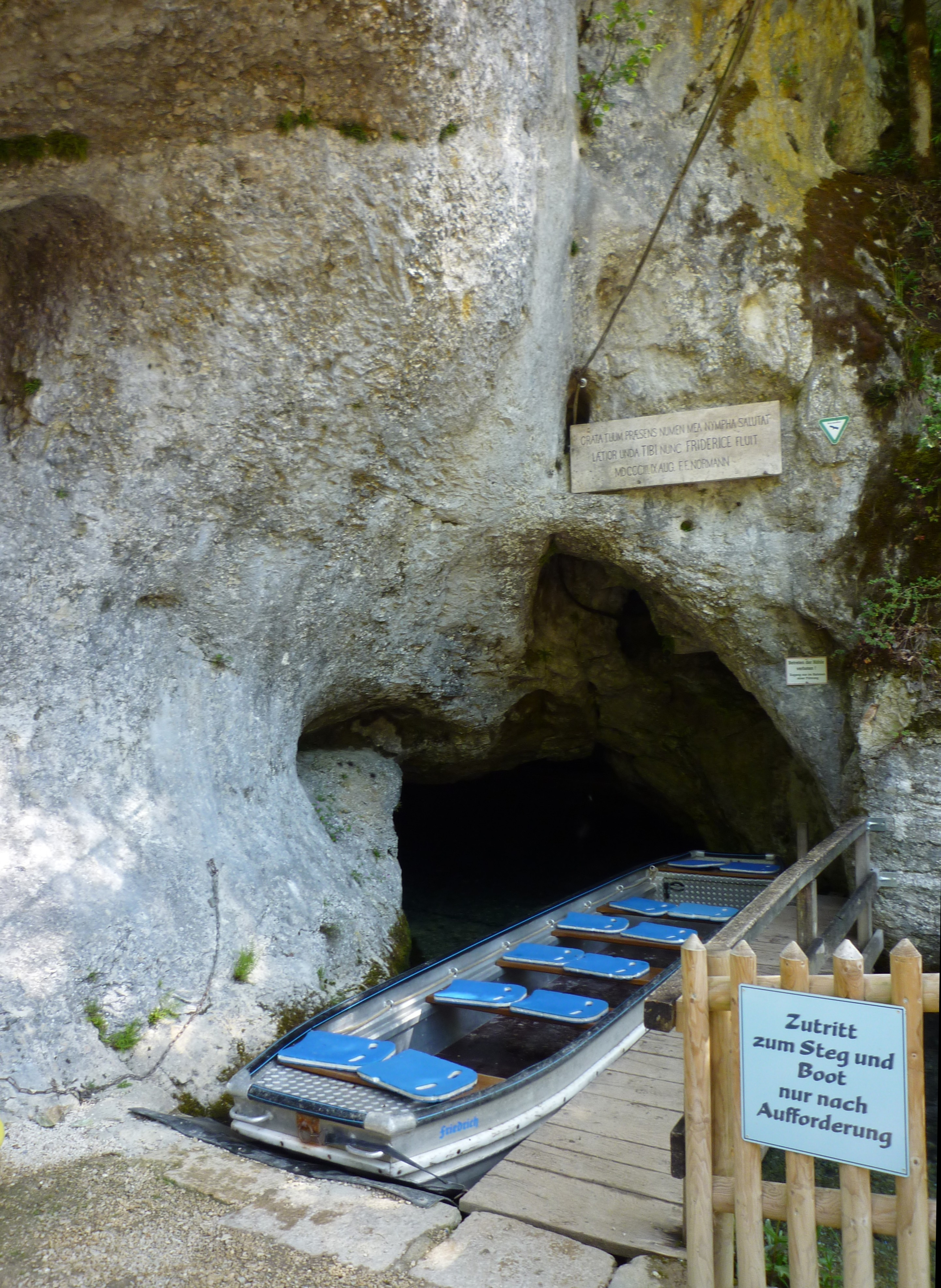
Mit einem Boot lässt sich die Wimsener Höhle ein Stück befahren.
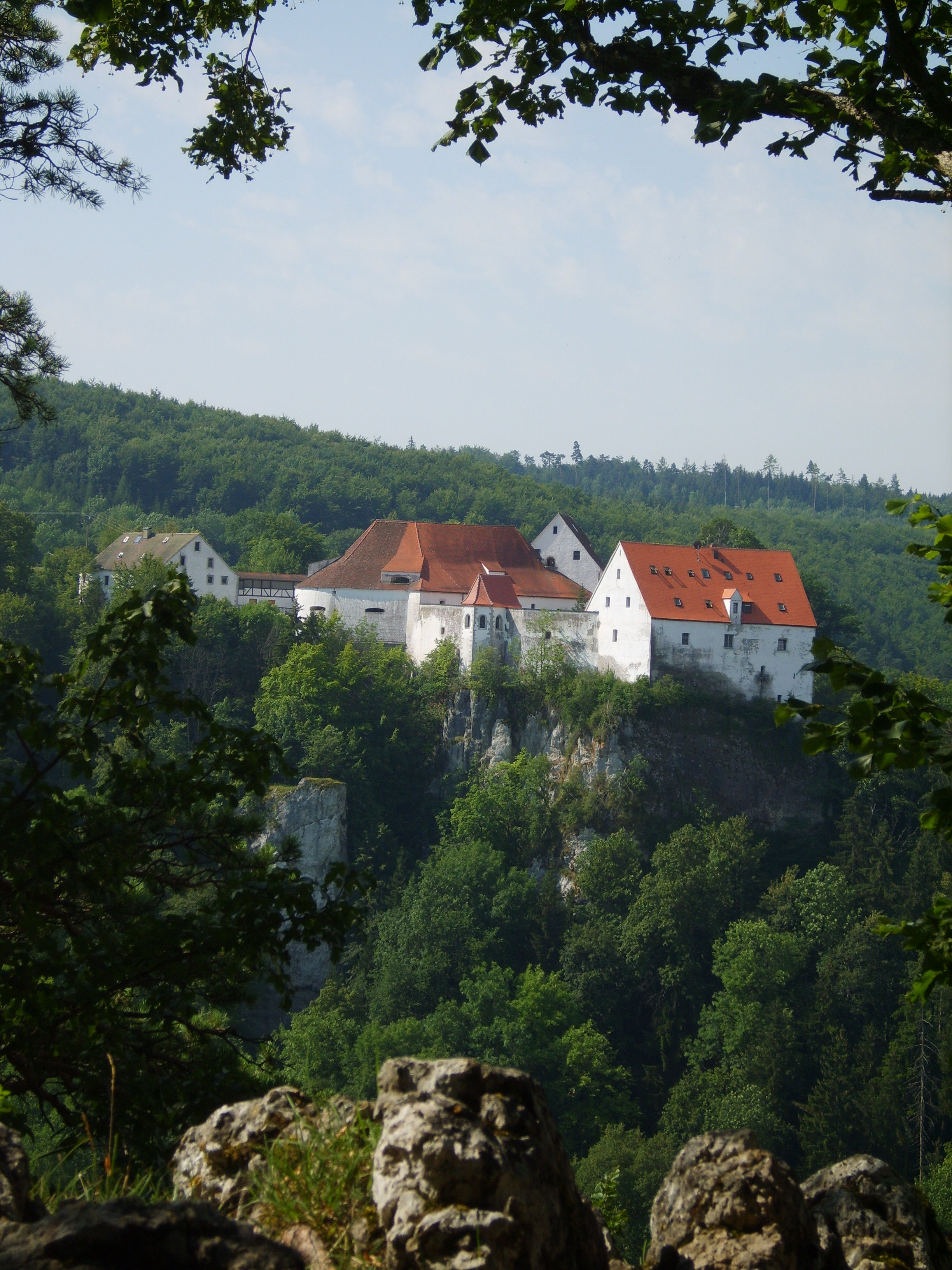
Burg Wildenstein von den Bandfelsen des Donautales gesehen